# Ghiacciaio Stocking
Il ghiacciaio Stocking è un ghiacciaio lungo circa 6 km situato nella regione centro-occidentale della Dipendenza di Ross, in Antartide. Il ghiacciaio, il cui punto più alto si trova a circa 1800 m s.l.m., si trova in particolare nella zona occidentale della dorsale Asgard, poco a est del ghiacciaio Catspaw, dove fluisce verso sud, parallelamente a quest'ultimo, scorrendo giù per il versante settentrionale della valle di Taylor fino a giungere molto vicino al ghiacciaio Taylor, situato sul fondo della valle.

## Storia
Il ghiacciaio Stocking è stato mappato dalla squadra occidentale della spedizione Terra Nova, condotta dal 1910 al 1913 e comandata dal capitano Robert Falcon Scott, e così battezzato da Thomas Griffith Taylor, a capo di quella squadra, in virtù della forma a calza ("stocking" in inglese) che il ghiacciaio ha se visto dall'alto.